# Vale Tudo (telenovela de 2025)
Vale Tudo (título en español: Vale Todo) es una telenovela brasileña desarrollada por Manuela Dias que está basada en la telenovela del mismo nombre de 1988, que por su vez fue creada por Gilberto Braga, Aguinaldo Silva y Leonor Bassères. Se estrenó en TV Globo el 31 de marzo de 2025. La telenovela está protagonizada por Taís Araújo, Bella Campos, Renato Góes, Cauã Reymond, Débora Bloch, Paolla Oliveira, Alexandre Nero y Humberto Carrão.

## Elenco
- Taís Araújo como Raquel Accioli[5]
- Bella Campos como Maria de Fátima Accioli Corrêa[6]
  - Laura Henriques como la niña Maria de Fátima[7]
- Renato Góes como Ivan Meirelles
- Cauã Reymond como César Ribeiro[8]
- Débora Bloch como Odete Almeida Roitman[9]
- Paolla Oliveira como Helena Almeida Roitman «Heleninha»[10]
- Alexandre Nero como Marco Aurélio Cantanhede[11]
- Humberto Carrão como Afonso Almeida Roitman[12]
- Alice Wegmann como Solange Duprat[13]
- Malu Galli como Celina Almeida Junqueira[14]
- Carolina Dieckmann como Leila Cantanhede[15]
- João Vicente de Castro como Renato Fillipeli
- Matheus Nachtergaele como Audálio Candeias «Poliana»[16]
- Karine Teles como Aldeíde Candeias
- Belize Pombal como Consuelo Galhardo
- Luís Melo como Bartolomeu Meirelles
- Edvana Carvalho como Eunice Meirelles[17]
- Thomás Aquino como Mário Sérgio[18]
- Lucas Leto como Fabiano Sardinha
- Luís Salém como Eugênio Albuquerque
- Maeve Jinkings como Cecília Cantanhede
- Lorena Lima como Laís Amorim
- Pedro Waddington como Thiago Augusto Roitman Cantanhede
- Ramille como Fernanda Meirelles[19]
- Breno Ferreira como André Galhardo
- Thiago Martins como Vasco[20]
- Ingrid Gaigher como Lucimar da Silva
- Luís Lobianco como Sebastião Freitas
- Letícia Vieira como Gilda
- Leandro Firmino como Jarbas Galhardo
- Jéssica Marques como Daniela Galhardo
- Cacá Ottoni como Marieta
- Licínio Januário como Luciano
- Felipe Ricca como Carlos
- Bruna Aiiso como Suzana
- Ywyzar Guajajara como Flávia
- Tato Gabus Mendes como Alfredo Queiroz
- Fernanda Botelho como Marina
- Bernardo Velasco como Igor[21]
- Fátima Patrício como Dayse
- Ricardo Teodoro como Olavo Jardim
- Miguel Moro como Bruno Castro Meirelles[22]
- Rafael Fuchs como Jorginho

### Participaciones especiales
- Júlio Andrade como Rubens Corrêa "Rubinho"
- Antônio Pitanga como Salvador Accioli
- Maria Padilha como Laurita Vargas[23]
- Irandhir Santos como William José Cardoso / William McPherson
- Rhaisa Batista como Cláudia
- Samuel Melo como Franklin[24]
- Rejane Faria como Marisa
- Rafael Baronesi como Rodolfo
- Arieta Corrêa como Dra. Ana
- Thelmo Fernandes como Santana
- Ângelo Rodrigues como Martin Castrovilli[25]
- Manoel Madeira como Bernardo[26]
- Fernanda Marques como Vera[27]
- Álvaro Bizinela como Christian Günther
- Carol Trentini como ella misma[28]
- Blogueirinha como ella misma[29]

## Audiencia
| Temporada | Episodios | Primera emisión     | Primera emisión              | Última emisión | Última emisión               | Prom. de espectadores (Puntos de rating) |
| Temporada | Episodios | Fecha               | Audiencia (Puntos de rating) | Fecha          | Audiencia (Puntos de rating) | Prom. de espectadores (Puntos de rating) |
| --------- | --------- | ------------------- | ---------------------------- | -------------- | ---------------------------- | ---------------------------------------- |
| 1         | —         | 31 de marzo de 2025 | 24,3                         | —              | —                            | —                                        |